# Контрада Торе Марино (Кјети)
Контрада Торе Марино (итал. Contrada Torre Marino) је насеље у Италији у округу Кјети, региону Абруцо.
Према процени из 2011. у насељу је живело 56 становника. Насеље се налази на надморској висини од 324 м.